# River (Ochman-dal)
A River (magyarul: Folyó) Ochman lengyel énekes dala, mellyel Lengyelországot képviselte a 2022-es Eurovíziós Dalfesztiválon Torinóban. A dal 2022. február 19-én, a lengyel nemzeti döntőben, a Tu bije serce Europy! Wybieramy hit na Eurowizję-ban megszerzett győzelemmel érdemelte ki a dalversenyen való indulás jogát.

## Eurovíziós Dalfesztivál
2022. január 14-én vált hivatalossá, hogy az énekes alábbi dala is bekerült a 2022-es lengyel eurovíziós nemzeti döntő mezőnyébe. A dal hivatalosan február 3-án jelent meg és a február 19-én rendezett döntőben továbbjutott a legjobb három közé, ahol a nézők őt választották győztesként, így ő képviseli Lengyelországot az elkövetkezendő Eurovíziós Dalfesztiválon.
A dalfesztivál előtt Londonban, Tel-Avivban, Amszterdamban és Madridban, eurovíziós rendezvényeken népszerűsítette versenydalát.
Az Eurovíziós Dalfesztiválon a dalt először a május 12-én rendezendő második elődöntőben adta elő fellépési sorrend szerint tizennegyedikként a Romániát képviselő WRS Llámame című dala után és a Montenegrót képviselő Vladana Breathe című dala előtt. Az elődöntőből hatodik helyezettként sikeresen továbbjutott a május 14-i döntőbe, ahol fellépési sorrendben huszonharmadikként lépett fel, az Egyesült Királyságot képviselő Sam Ryder SPACE MAN című dala után és a Szerbiát képviselő Konstrakta In corpore sano című dala előtt. A szavazás során a zsűri szavazáson összesítésben tizennegyedik helyen végzett 46 ponttal, míg a nézői szavazáson kilencedik helyen végezett 105 ponttal (Ukrajnától maximális pontot kapott), így összesítésben 151 ponttal a verseny tizenkettedik helyezettje lett.
A következő lengyel induló Blanka Solo című dala volt a 2023-as Eurovíziós Dalfesztiválon.